# Armazón (carpintería)

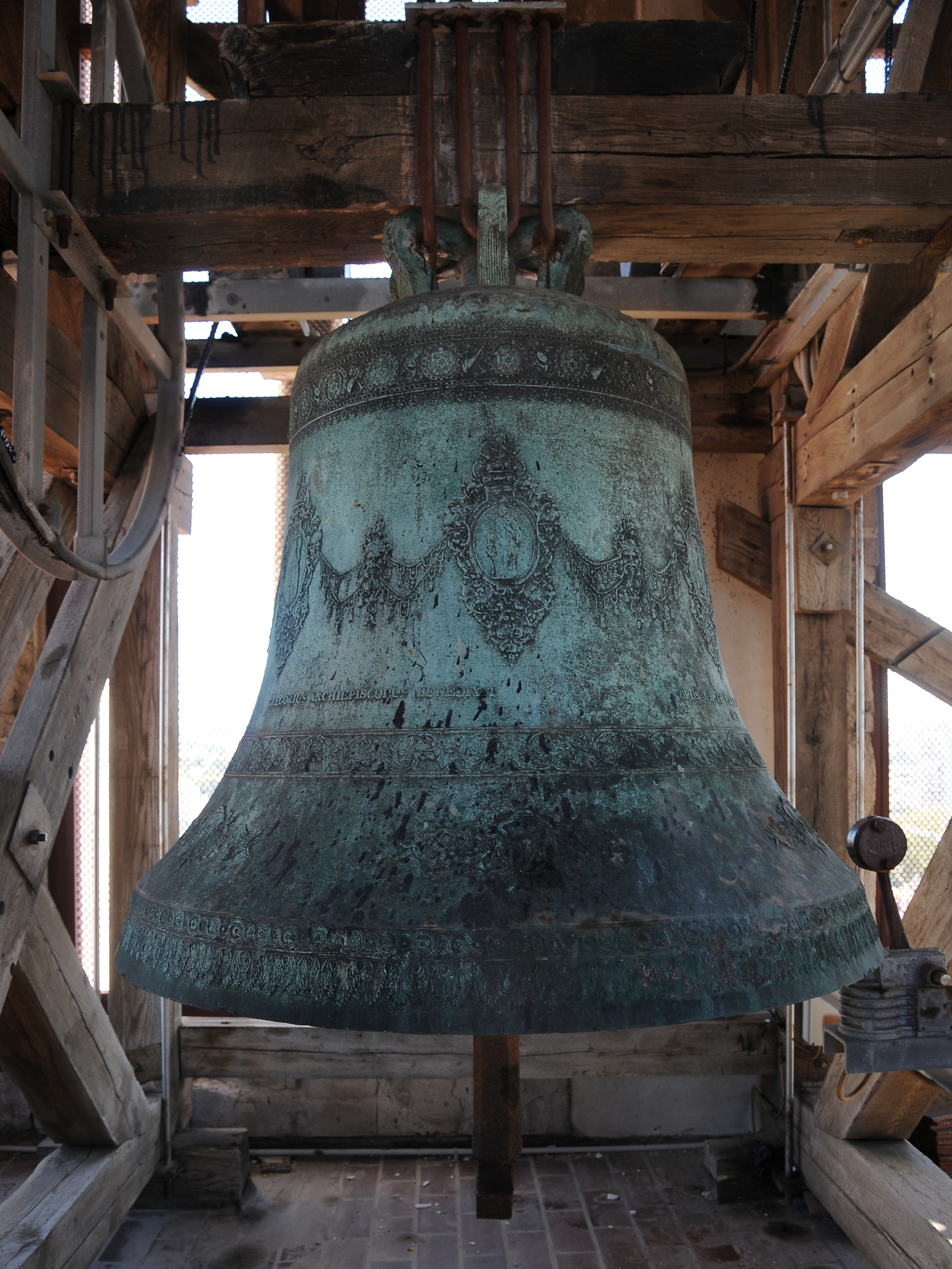
Armazón de una campana.

Armazón es en carpintería y construcción, el conjunto de barras y abrazaderas que se usan para dar fuerza a una viga  maestra resentida, para reunir varios maderos para darles mayor solidez, o para empalmarlos si no hay madera de suficiente longitud.
Es también la ensambladura de las piezas de carpintería, formada para darse cuenta de un trabajo o servir de base al trabajo definitivo.
Asimismo es la disposición de las vigas en fila, cuyos vanos se llenan de ladrillos y de yeso, según el espesor del tabique o de la pared así formados. 
Se conoce con este nombre al maderaje que en los campanarios sostiene las campanas permitiendo su balanceo o volteo. Se coloca aislado para que no se comuniquen a los muros las oscilaciones de las campanas. Se hace de maderos resistentes enlazados por travesaños y riostras.
La armazón de un tejado es el conjunto de maderas o hierros para sostenerlo.